# Kolarstwo na Letnich Igrzyskach Olimpijskich 2020 – wyścig ze startu wspólnego kobiet
Kolarstwo na Letnich Igrzyskach Olimpijskich 2020 – wyścig ze startu wspólnego kobiet – konkurencja wyścigu ze startu wspólnego elity kobiet w ramach Letnich Igrzysk Olimpijskich 2020, która rozegrana została 25 lipca 2021 na liczącej 137 kilometrów trasie wokół Tokio, rozpoczynającej się w parku Musashinonomori i kończącej na torze wyścigowym Fuji International Speedway.
Złoty medal zdobyła Anna Kiesenhofer, srebrny Annemiek van Vleuten, a brązowy Elisa Longo Borghini.

## Uczestnicy

### Reprezentacje
| Reprezentacje (41)- Południowa Afryka - Niemcy - Australia - Austria - Belgia - Białoruś - Kanada - Chile - Chiny - Cypr - Kolumbia - Rosyjski Komitet Olimpijski - Korea Południowa - Kostaryka - Kuba - Dania - Erytrea - Hiszpania - Stany Zjednoczone - Etiopia - Francja - Wielka Brytania - Izrael - Włochy - Japonia - Litwa - Luksemburg - Meksyk - Namibia - Norwegia - Uzbekistan - Paragwaj - Holandia - Polska - Czechy - Słowenia - Szwecja - Szwajcaria - Tajlandia - Trynidad i Tobago - Ukraina |
| |

### Lista startowa
| Holandia NED | Holandia NED         | Holandia NED |
| ------------ | -------------------- | ------------ |
| Nr           | Kolarz               | Miejsce      |
| 1            | Anna van der Breggen |              |
| 2            | Annemiek van Vleuten | 2.           |
| 3            | Demi Vollering       |              |
| 4            | Marianne Vos         |              |

| Włochy ITA | Włochy ITA           | Włochy ITA |
| ---------- | -------------------- | ---------- |
| Nr         | Kolarz               | Miejsce    |
| 5          | Marta Bastianelli    |            |
| 6          | Marta Cavalli        |            |
| 7          | Elisa Longo Borghini | 3.         |
| 8          | Soraya Paladin       |            |

| Dania DEN | Dania DEN             | Dania DEN |
| --------- | --------------------- | --------- |
| Nr        | Kolarz                | Miejsce   |
| 9         | Emma Norsgaard        |           |
| 10        | Cecilie Uttrup Ludwig |           |

| Niemcy GER | Niemcy GER     | Niemcy GER |
| ---------- | -------------- | ---------- |
| Nr         | Kolarz         | Miejsce    |
| 11         | Lisa Brennauer |            |
| 12         | Liane Lippert  |            |
| 13         | Hannah Ludwig  |            |
| 14         | Trixi Worrack  |            |

| Australia AUS | Australia AUS    | Australia AUS |
| ------------- | ---------------- | ------------- |
| Nr            | Kolarz           | Miejsce       |
| 15            | Grace Brown      |               |
| 16            | Tiffany Cromwell |               |
| 17            | Sarah Gigante    |               |
| 18            | Amanda Spratt    |               |

| Belgia BEL | Belgia BEL         | Belgia BEL |
| ---------- | ------------------ | ---------- |
| Nr         | Kolarz             | Miejsce    |
| 19         | Valerie Demey      |            |
| 20         | Lotte Kopecky      |            |
| 21         | Julie Van de Velde |            |

| Wielka Brytania GBR | Wielka Brytania GBR | Wielka Brytania GBR |
| ------------------- | ------------------- | ------------------- |
| Nr                  | Kolarz              | Miejsce             |
| 22                  | Lizzie Deignan      |                     |
| 23                  | Anna Shackley       |                     |

| Polska POL | Polska POL           | Polska POL |
| ---------- | -------------------- | ---------- |
| Nr         | Kolarz               | Miejsce    |
| 24         | Marta Lach           |            |
| 25         | Katarzyna Niewiadoma |            |
| 26         | Anna Lafourte        |            |

| Stany Zjednoczone USA | Stany Zjednoczone USA | Stany Zjednoczone USA |
| --------------------- | --------------------- | --------------------- |
| Nr                    | Kolarz                | Miejsce               |
| 27                    | Chloé Dygert          |                       |
| 28                    | Coryn Rivera          |                       |
| 29                    | Leah Thomas           |                       |
| 30                    | Ruth Winder           |                       |

| Południowa Afryka RSA | Południowa Afryka RSA  | Południowa Afryka RSA |
| --------------------- | ---------------------- | --------------------- |
| Nr                    | Kolarz                 | Miejsce               |
| 31                    | Ashleigh Moolman-Pasio |                       |
| 32                    | Carla Oberholzer       |                       |

| Hiszpania ESP | Hiszpania ESP             | Hiszpania ESP |
| ------------- | ------------------------- | ------------- |
| Nr            | Kolarz                    | Miejsce       |
| 33            | Margarita Victoria García |               |
| 34            | Ane Santesteban           |               |

| Szwajcaria SUI | Szwajcaria SUI | Szwajcaria SUI |
| -------------- | -------------- | -------------- |
| Nr             | Kolarz         | Miejsce        |
| 35             | Marlen Reusser |                |

| Francja FRA | Francja FRA     | Francja FRA |
| ----------- | --------------- | ----------- |
| Nr          | Kolarz          | Miejsce     |
| 36          | Juliette Labous |             |

| Norwegia NOR | Norwegia NOR    | Norwegia NOR |
| ------------ | --------------- | ------------ |
| Nr           | Kolarz          | Miejsce      |
| 37           | Katrine Aalerud |              |
| 38           | Stine Borgli    |              |

| Rosyjski Komitet Olimpijski ROC | Rosyjski Komitet Olimpijski ROC | Rosyjski Komitet Olimpijski ROC |
| ------------------------------- | ------------------------------- | ------------------------------- |
| Nr                              | Kolarz                          | Miejsce                         |
| 39                              | Tamara Dronowa                  |                                 |

| Słowenia SLO | Słowenia SLO  | Słowenia SLO |
| ------------ | ------------- | ------------ |
| Nr           | Kolarz        | Miejsce      |
| 40           | Eugenia Bujak |              |

| Luksemburg LUX | Luksemburg LUX    | Luksemburg LUX |
| -------------- | ----------------- | -------------- |
| Nr             | Kolarz            | Miejsce        |
| 41             | Christine Majerus |                |

| Ukraina UKR | Ukraina UKR        | Ukraina UKR |
| ----------- | ------------------ | ----------- |
| Nr          | Kolarz             | Miejsce     |
| 42          | Wałeryja Kononenko |             |

| Kanada CAN | Kanada CAN       | Kanada CAN |
| ---------- | ---------------- | ---------- |
| Nr         | Kolarz           | Miejsce    |
| 43         | Karol-Ann Canuel |            |
| 44         | Alison Jackson   |            |
| 45         | Leah Kirchmann   |            |

| Tajlandia THA | Tajlandia THA     | Tajlandia THA |
| ------------- | ----------------- | ------------- |
| Nr            | Kolarz            | Miejsce       |
| 46            | Jutatip Maneephan |               |

| Litwa LTU | Litwa LTU      | Litwa LTU |
| --------- | -------------- | --------- |
| Nr        | Kolarz         | Miejsce   |
| 47        | Rasa Leleivytė |           |

| Austria AUT | Austria AUT      | Austria AUT |
| ----------- | ---------------- | ----------- |
| Nr          | Kolarz           | Miejsce     |
| 48          | Anna Kiesenhofer | 1.          |

| Kolumbia COL | Kolumbia COL | Kolumbia COL |
| ------------ | ------------ | ------------ |
| Nr           | Kolarz       | Miejsce      |
| 49           | Paula Patiño |              |

| Białoruś BLR | Białoruś BLR    | Białoruś BLR |
| ------------ | --------------- | ------------ |
| Nr           | Kolarz          | Miejsce      |
| 50           | Alena Amialusik |              |

| Namibia NAM | Namibia NAM | Namibia NAM |
| ----------- | ----------- | ----------- |
| Nr          | Kolarz      | Miejsce     |
| 51          | Vera Looser |             |

| Czechy CZE | Czechy CZE       | Czechy CZE |
| ---------- | ---------------- | ---------- |
| Nr         | Kolarz           | Miejsce    |
| 52         | Tereza Neumanová |            |

| Paragwaj PAR | Paragwaj PAR         | Paragwaj PAR |
| ------------ | -------------------- | ------------ |
| Nr           | Kolarz               | Miejsce      |
| 53           | Agua Marina Espinola |              |

| Izrael ISR | Izrael ISR   | Izrael ISR |
| ---------- | ------------ | ---------- |
| Nr         | Kolarz       | Miejsce    |
| 54         | Omer Shapira |            |

| Meksyk MEX | Meksyk MEX      | Meksyk MEX |
| ---------- | --------------- | ---------- |
| Nr         | Kolarz          | Miejsce    |
| 55         | Lizbeth Salazar |            |

| Kuba CUB | Kuba CUB       | Kuba CUB |
| -------- | -------------- | -------- |
| Nr       | Kolarz         | Miejsce  |
| 56       | Arlenis Sierra |          |

| Uzbekistan UZB | Uzbekistan UZB   | Uzbekistan UZB |
| -------------- | ---------------- | -------------- |
| Nr             | Kolarz           | Miejsce        |
| 57             | Olga Zabielinska |                |

| Etiopia ETH | Etiopia ETH | Etiopia ETH |
| ----------- | ----------- | ----------- |
| Nr          | Kolarz      | Miejsce     |
| 58          | Selam Amha  | DNF         |

| Erytrea ERI | Erytrea ERI     | Erytrea ERI |
| ----------- | --------------- | ----------- |
| Nr          | Kolarz          | Miejsce     |
| 59          | Mossana Debesai | DNF         |

| Kostaryka CRC | Kostaryka CRC     | Kostaryka CRC |
| ------------- | ----------------- | ------------- |
| Nr            | Kolarz            | Miejsce       |
| 60            | María José Vargas |               |

| Chiny CHN | Chiny CHN  | Chiny CHN |
| --------- | ---------- | --------- |
| Nr        | Kolarz     | Miejsce   |
| 61        | Sun Jiajun |           |

| Cypr CYP | Cypr CYP          | Cypr CYP |
| -------- | ----------------- | -------- |
| Nr       | Kolarz            | Miejsce  |
| 62       | Andri Christoforu |          |

| Japonia JPN | Japonia JPN   | Japonia JPN |
| ----------- | ------------- | ----------- |
| Nr          | Kolarz        | Miejsce     |
| 63          | Hiromi Kaneko |             |
| 64          | Eri Yonamine  |             |

| Chile CHI | Chile CHI     | Chile CHI |
| --------- | ------------- | --------- |
| Nr        | Kolarz        | Miejsce   |
| 65        | Catalina Soto |           |

| Trynidad i Tobago TTO | Trynidad i Tobago TTO | Trynidad i Tobago TTO |
| --------------------- | --------------------- | --------------------- |
| Nr                    | Kolarz                | Miejsce               |
| 66                    | Teniel Campbell       |                       |

| Korea Południowa KOR | Korea Południowa KOR | Korea Południowa KOR |
| -------------------- | -------------------- | -------------------- |
| Nr                   | Kolarz               | Miejsce              |
| 67                   | Na Ah-reum           |                      |

| Holandia NED | Holandia NED         | Holandia NED |
| ------------ | -------------------- | ------------ |
| Nr           | Kolarz               | Miejsce      |
| 1            | Anna van der Breggen |              |
| 2            | Annemiek van Vleuten | 2.           |
| 3            | Demi Vollering       |              |
| 4            | Marianne Vos         |              |

| Włochy ITA | Włochy ITA           | Włochy ITA |
| ---------- | -------------------- | ---------- |
| Nr         | Kolarz               | Miejsce    |
| 5          | Marta Bastianelli    |            |
| 6          | Marta Cavalli        |            |
| 7          | Elisa Longo Borghini | 3.         |
| 8          | Soraya Paladin       |            |

| Dania DEN | Dania DEN             | Dania DEN |
| --------- | --------------------- | --------- |
| Nr        | Kolarz                | Miejsce   |
| 9         | Emma Norsgaard        |           |
| 10        | Cecilie Uttrup Ludwig |           |

| Niemcy GER | Niemcy GER     | Niemcy GER |
| ---------- | -------------- | ---------- |
| Nr         | Kolarz         | Miejsce    |
| 11         | Lisa Brennauer |            |
| 12         | Liane Lippert  |            |
| 13         | Hannah Ludwig  |            |
| 14         | Trixi Worrack  |            |

| Australia AUS | Australia AUS    | Australia AUS |
| ------------- | ---------------- | ------------- |
| Nr            | Kolarz           | Miejsce       |
| 15            | Grace Brown      |               |
| 16            | Tiffany Cromwell |               |
| 17            | Sarah Gigante    |               |
| 18            | Amanda Spratt    |               |

| Belgia BEL | Belgia BEL         | Belgia BEL |
| ---------- | ------------------ | ---------- |
| Nr         | Kolarz             | Miejsce    |
| 19         | Valerie Demey      |            |
| 20         | Lotte Kopecky      |            |
| 21         | Julie Van de Velde |            |

| Wielka Brytania GBR | Wielka Brytania GBR | Wielka Brytania GBR |
| ------------------- | ------------------- | ------------------- |
| Nr                  | Kolarz              | Miejsce             |
| 22                  | Lizzie Deignan      |                     |
| 23                  | Anna Shackley       |                     |

| Polska POL | Polska POL           | Polska POL |
| ---------- | -------------------- | ---------- |
| Nr         | Kolarz               | Miejsce    |
| 24         | Marta Lach           |            |
| 25         | Katarzyna Niewiadoma |            |
| 26         | Anna Lafourte        |            |

| Stany Zjednoczone USA | Stany Zjednoczone USA | Stany Zjednoczone USA |
| --------------------- | --------------------- | --------------------- |
| Nr                    | Kolarz                | Miejsce               |
| 27                    | Chloé Dygert          |                       |
| 28                    | Coryn Rivera          |                       |
| 29                    | Leah Thomas           |                       |
| 30                    | Ruth Winder           |                       |

| Południowa Afryka RSA | Południowa Afryka RSA  | Południowa Afryka RSA |
| --------------------- | ---------------------- | --------------------- |
| Nr                    | Kolarz                 | Miejsce               |
| 31                    | Ashleigh Moolman-Pasio |                       |
| 32                    | Carla Oberholzer       |                       |

| Hiszpania ESP | Hiszpania ESP             | Hiszpania ESP |
| ------------- | ------------------------- | ------------- |
| Nr            | Kolarz                    | Miejsce       |
| 33            | Margarita Victoria García |               |
| 34            | Ane Santesteban           |               |

| Szwajcaria SUI | Szwajcaria SUI | Szwajcaria SUI |
| -------------- | -------------- | -------------- |
| Nr             | Kolarz         | Miejsce        |
| 35             | Marlen Reusser |                |

| Francja FRA | Francja FRA     | Francja FRA |
| ----------- | --------------- | ----------- |
| Nr          | Kolarz          | Miejsce     |
| 36          | Juliette Labous |             |

| Norwegia NOR | Norwegia NOR    | Norwegia NOR |
| ------------ | --------------- | ------------ |
| Nr           | Kolarz          | Miejsce      |
| 37           | Katrine Aalerud |              |
| 38           | Stine Borgli    |              |

| Rosyjski Komitet Olimpijski ROC | Rosyjski Komitet Olimpijski ROC | Rosyjski Komitet Olimpijski ROC |
| ------------------------------- | ------------------------------- | ------------------------------- |
| Nr                              | Kolarz                          | Miejsce                         |
| 39                              | Tamara Dronowa                  |                                 |

| Słowenia SLO | Słowenia SLO  | Słowenia SLO |
| ------------ | ------------- | ------------ |
| Nr           | Kolarz        | Miejsce      |
| 40           | Eugenia Bujak |              |

| Luksemburg LUX | Luksemburg LUX    | Luksemburg LUX |
| -------------- | ----------------- | -------------- |
| Nr             | Kolarz            | Miejsce        |
| 41             | Christine Majerus |                |

| Ukraina UKR | Ukraina UKR        | Ukraina UKR |
| ----------- | ------------------ | ----------- |
| Nr          | Kolarz             | Miejsce     |
| 42          | Wałeryja Kononenko |             |

| Kanada CAN | Kanada CAN       | Kanada CAN |
| ---------- | ---------------- | ---------- |
| Nr         | Kolarz           | Miejsce    |
| 43         | Karol-Ann Canuel |            |
| 44         | Alison Jackson   |            |
| 45         | Leah Kirchmann   |            |

| Tajlandia THA | Tajlandia THA     | Tajlandia THA |
| ------------- | ----------------- | ------------- |
| Nr            | Kolarz            | Miejsce       |
| 46            | Jutatip Maneephan |               |

| Litwa LTU | Litwa LTU      | Litwa LTU |
| --------- | -------------- | --------- |
| Nr        | Kolarz         | Miejsce   |
| 47        | Rasa Leleivytė |           |

| Austria AUT | Austria AUT      | Austria AUT |
| ----------- | ---------------- | ----------- |
| Nr          | Kolarz           | Miejsce     |
| 48          | Anna Kiesenhofer | 1.          |

| Kolumbia COL | Kolumbia COL | Kolumbia COL |
| ------------ | ------------ | ------------ |
| Nr           | Kolarz       | Miejsce      |
| 49           | Paula Patiño |              |

| Białoruś BLR | Białoruś BLR    | Białoruś BLR |
| ------------ | --------------- | ------------ |
| Nr           | Kolarz          | Miejsce      |
| 50           | Alena Amialusik |              |

| Namibia NAM | Namibia NAM | Namibia NAM |
| ----------- | ----------- | ----------- |
| Nr          | Kolarz      | Miejsce     |
| 51          | Vera Looser |             |

| Czechy CZE | Czechy CZE       | Czechy CZE |
| ---------- | ---------------- | ---------- |
| Nr         | Kolarz           | Miejsce    |
| 52         | Tereza Neumanová |            |

| Paragwaj PAR | Paragwaj PAR         | Paragwaj PAR |
| ------------ | -------------------- | ------------ |
| Nr           | Kolarz               | Miejsce      |
| 53           | Agua Marina Espinola |              |

| Izrael ISR | Izrael ISR   | Izrael ISR |
| ---------- | ------------ | ---------- |
| Nr         | Kolarz       | Miejsce    |
| 54         | Omer Shapira |            |

| Meksyk MEX | Meksyk MEX      | Meksyk MEX |
| ---------- | --------------- | ---------- |
| Nr         | Kolarz          | Miejsce    |
| 55         | Lizbeth Salazar |            |

| Kuba CUB | Kuba CUB       | Kuba CUB |
| -------- | -------------- | -------- |
| Nr       | Kolarz         | Miejsce  |
| 56       | Arlenis Sierra |          |

| Uzbekistan UZB | Uzbekistan UZB   | Uzbekistan UZB |
| -------------- | ---------------- | -------------- |
| Nr             | Kolarz           | Miejsce        |
| 57             | Olga Zabielinska |                |

| Etiopia ETH | Etiopia ETH | Etiopia ETH |
| ----------- | ----------- | ----------- |
| Nr          | Kolarz      | Miejsce     |
| 58          | Selam Amha  | DNF         |

| Erytrea ERI | Erytrea ERI     | Erytrea ERI |
| ----------- | --------------- | ----------- |
| Nr          | Kolarz          | Miejsce     |
| 59          | Mossana Debesai | DNF         |

| Kostaryka CRC | Kostaryka CRC     | Kostaryka CRC |
| ------------- | ----------------- | ------------- |
| Nr            | Kolarz            | Miejsce       |
| 60            | María José Vargas |               |

| Chiny CHN | Chiny CHN  | Chiny CHN |
| --------- | ---------- | --------- |
| Nr        | Kolarz     | Miejsce   |
| 61        | Sun Jiajun |           |

| Cypr CYP | Cypr CYP          | Cypr CYP |
| -------- | ----------------- | -------- |
| Nr       | Kolarz            | Miejsce  |
| 62       | Andri Christoforu |          |

| Japonia JPN | Japonia JPN   | Japonia JPN |
| ----------- | ------------- | ----------- |
| Nr          | Kolarz        | Miejsce     |
| 63          | Hiromi Kaneko |             |
| 64          | Eri Yonamine  |             |

| Chile CHI | Chile CHI     | Chile CHI |
| --------- | ------------- | --------- |
| Nr        | Kolarz        | Miejsce   |
| 65        | Catalina Soto |           |

| Trynidad i Tobago TTO | Trynidad i Tobago TTO | Trynidad i Tobago TTO |
| --------------------- | --------------------- | --------------------- |
| Nr                    | Kolarz                | Miejsce               |
| 66                    | Teniel Campbell       |                       |

| Korea Południowa KOR | Korea Południowa KOR | Korea Południowa KOR |
| -------------------- | -------------------- | -------------------- |
| Nr                   | Kolarz               | Miejsce              |
| 67                   | Na Ah-reum           |                      |

## Klasyfikacja generalna
| \| Klasyfikacja generalna \| Klasyfikacja generalna \| Klasyfikacja generalna \| Klasyfikacja generalna \| Klasyfikacja generalna \| \| Kolarz \| Kolarz \| Państwo \| Drużyna \| Czas \| \| ---------------------- \| ------------------------- \| ---------------------- \| ---------------------- \| ---------------------- \| \| 1. \| Anna Kiesenhofer \| Austria \| Austria \| 3h 52' 45" \| \| 2. \| Annemiek van Vleuten \| Holandia \| Holandia \| + 1' 15" \| \| 3. \| Elisa Longo Borghini \| Włochy \| Włochy \| + 1' 29" \| \| 4. \| Lotte Kopecky \| Belgia \| Belgia \| + 1' 39" \| \| 5. \| Marianne Vos \| Holandia \| Holandia \| + 1' 46" \| \| 6. \| Lisa Brennauer \| Niemcy \| Niemcy \| + 1' 46" \| \| 7. \| Coryn Rivera \| Stany Zjednoczone \| Stany Zjednoczone \| + 1' 46" \| \| 8. \| Marta Cavalli \| Włochy \| Włochy \| + 1' 46" \| \| 9. \| Olga Zabielinska \| Uzbekistan \| Uzbekistan \| + 1' 46" \| \| 10. \| Cecilie Uttrup Ludwig \| Dania \| Dania \| + 1' 46" \| \| 11. \| Lizzie Deignan \| Wielka Brytania \| Wielka Brytania \| + 1' 46" \| \| 12. \| Margarita Victoria García \| Hiszpania \| Hiszpania \| + 1' 46" \| \| 13. \| Ashleigh Moolman-Pasio \| Południowa Afryka \| Południowa Afryka \| + 1' 46" \| \| 14. \| Katarzyna Niewiadoma \| Polska \| Polska \| + 1' 46" \| \| 15. \| Anna van der Breggen \| Holandia \| Holandia \| + 1' 46" \| \| 16. \| Karol-Ann Canuel \| Kanada \| Kanada \| + 2' 20" \| \| 17. \| Alena Amialusik \| Białoruś \| Białoruś \| + 2' 20" \| \| 18. \| Marta Lach \| Polska \| Polska \| + 2' 28" \| \| 19. \| Eugenia Bujak \| Słowenia \| Słowenia \| + 2' 28" \| \| 20. \| Christine Majerus \| Luksemburg \| Luksemburg \| + 2' 28" \| \| 21. \| Eri Yonamine \| Japonia \| Japonia \| + 2' 28" \| \| 22. \| Paula Patiño \| Kolumbia \| Kolumbia \| + 2' 30" \| \| 23. \| Liane Lippert \| Niemcy \| Niemcy \| + 2' 32" \| \| 24. \| Omer Shapira \| Izrael \| Izrael \| + 2' 38" \| \| 25. \| Demi Vollering \| Holandia \| Holandia \| + 2' 56" \| |                           |                   |                   |            |
| |                           |                   |                   |            |
| Źródło: ProCyclingStats |                           |                   |                   |            |
| Klasyfikacja generalna |                           |                   |                   |            |
| Kolarz | Kolarz                    | Państwo           | Drużyna           | Czas       |
| 1. | Anna Kiesenhofer          | Austria           | Austria           | 3h 52' 45" |
| 2. | Annemiek van Vleuten      | Holandia          | Holandia          | + 1' 15"   |
| 3. | Elisa Longo Borghini      | Włochy            | Włochy            | + 1' 29"   |
| 4. | Lotte Kopecky             | Belgia            | Belgia            | + 1' 39"   |
| 5. | Marianne Vos              | Holandia          | Holandia          | + 1' 46"   |
| 6. | Lisa Brennauer            | Niemcy            | Niemcy            | + 1' 46"   |
| 7. | Coryn Rivera              | Stany Zjednoczone | Stany Zjednoczone | + 1' 46"   |
| 8. | Marta Cavalli             | Włochy            | Włochy            | + 1' 46"   |
| 9. | Olga Zabielinska          | Uzbekistan        | Uzbekistan        | + 1' 46"   |
| 10. | Cecilie Uttrup Ludwig     | Dania             | Dania             | + 1' 46"   |
| 11. | Lizzie Deignan            | Wielka Brytania   | Wielka Brytania   | + 1' 46"   |
| 12. | Margarita Victoria García | Hiszpania         | Hiszpania         | + 1' 46"   |
| 13. | Ashleigh Moolman-Pasio    | Południowa Afryka | Południowa Afryka | + 1' 46"   |
| 14. | Katarzyna Niewiadoma      | Polska            | Polska            | + 1' 46"   |
| 15. | Anna van der Breggen      | Holandia          | Holandia          | + 1' 46"   |
| 16. | Karol-Ann Canuel          | Kanada            | Kanada            | + 2' 20"   |
| 17. | Alena Amialusik           | Białoruś          | Białoruś          | + 2' 20"   |
| 18. | Marta Lach                | Polska            | Polska            | + 2' 28"   |
| 19. | Eugenia Bujak             | Słowenia          | Słowenia          | + 2' 28"   |
| 20. | Christine Majerus         | Luksemburg        | Luksemburg        | + 2' 28"   |
| 21. | Eri Yonamine              | Japonia           | Japonia           | + 2' 28"   |
| 22. | Paula Patiño              | Kolumbia          | Kolumbia          | + 2' 30"   |
| 23. | Liane Lippert             | Niemcy            | Niemcy            | + 2' 32"   |
| 24. | Omer Shapira              | Izrael            | Izrael            | + 2' 38"   |
| 25. | Demi Vollering            | Holandia          | Holandia          | + 2' 56"   |